# Dème d'Amvrakikós
Le dème d'Amvrakikós, en grec moderne : Δήμος Αμβρακικού / Dímos Amvrákikou, est un ancien dème du district régional d'Árta, en Épire, Grèce. En 2010, il est fusionné au sein du dème d'Árta.
Selon le recensement de 2011, la population du dème compte 4 268 habitants.